# Jacques Berthelet
Jacques Berthelet CSV (* 24. Oktober 1934 in Montréal, Québec, Kanada; † 25. Januar 2019) war ein kanadischer Ordensgeistlicher und römisch-katholischer Bischof von Saint-Jean-Longueuil.

## Leben
1934 in Montréal geboren besuchte Berthelet die École supérieure Saint-Viateur in Montréal und das Collège Saint-Viateur in Outremont. Er studierte Katholische Theologie am Scholastikat Saint-Charles in Joliette und an der Universität Freiburg im Üechtland (Schweiz), wo er auch ein Lizenziat in Theologie erhielt.
Am 1. August 1957 trat er in die Klerikerkongregation der Viatoristen ein, legte am 15. August 1961 die ewigen Gelübde ab und empfing am 16. Juni 1962 die Priesterweihe.
Nachdem er fünf Jahre lang an der theologischen Fakultät der Universität Montréal unterrichtet hatte, war er von 1972 bis 1978 Generalvikar in Rom und danach von 1978 bis 1984 Provinzsuperior in Montréal. Am 26. August 1984 wurde er zum Generalsuperior seiner Gemeinschaft gewählt.
Papst Johannes Paul II. ernannte ihn am 19. Dezember 1986 zum Titularbischof von Lamsorti und zum Weihbischof im Bistum Saint-Jean-Longueuil. Die Bischofsweihe spendete ihm am 21. März 1987 Bischof Bernard Hubert in der Kathedrale von Saint-Jean-sur-Richelieu; Mitkonsekratoren waren der Bischof von Valleyfield, Robert Lebel, und der Bischof von Saint-Jérôme, Charles-Omer Valois.
Nach dem Tode Huberts am 2. Februar 1996 wurde Berthelet Diözesanadministrator und am 27. Dezember 1996  durch Johannes Paul II. zum vierten Bischof der Diözese Saint-Jean-Longueuil ernannt, die er am 25. Januar 1997 in Besitz nahm. Papst Benedikt XVI. nahm am 28. Oktober 2010 sein altersbedingtes Rücktrittsgesuch an.
Während der Amtszeit von 2001 bis 2003 war er Vorsitzender der kanadischen Bischofskonferenz.